# Nicolas Turquois
Nicolas Turquois, né le 26 juillet 1972 à Tours (Indre-et-Loire), est un homme politique français, membre du MoDem.
Il est député de la quatrième circonscription de la Vienne depuis 2017.

## Biographie
Marié et père de trois enfants, Nicolas Turquois est élu conseiller municipal en 2001 d'Ouzilly-Vignolles, petite commune associée à Moncontour. Il démissionne de ce poste en 2006, à la suite de la réforme de l'intercommunalité et également en raison de son opposition au président de l'époque .
En 2006, l'agriculteur, ingénieur agronome de formation, rejoint l'UDF.
En 2010, il est tête de liste MoDem dans la Vienne pour les élections régionales.
Depuis cette année-là, il occupe le poste de président départemental du Mouvement démocrate pour la Vienne,.
En 2012, il est investi par son parti pour être candidat aux élections législatives dans la quatrième circonscription de la Vienne. Il sera éliminé dès le premier tour avec 2,61 % des voix.
En 2014, il est réélu conseiller municipal de Moncontour et élu maire délégué d'Ouzilly-Vignolles, commune faisant partie de la Communauté de Communes du Pays Loudunais .
Aux élections législatives de 2017, conformément à la proposition d'alliance de gouvernement proposé par François Bayrou à Emmanuel Macron, certaines circonscriptions sont réservées à des candidats présentés par le MoDem. Nicolas Turquois est investi dans la quatrième circonscription de la Vienne. Il arrive en tête du premier tour, face à Anne-Florence Bourat, candidate de la droite et du centre (LR-UDI), battant ainsi la députée sortante Véronique Massonneau (écologiste, soutenue par le Parti socialiste). Il est élu au second tour avec 51 % des voix.
Lors du débat au sujet de la réforme des retraites en février 2020, Nicolas Turquois suscite un incident de séance, en déclarant à l'opposition parlementaire « la République c’est nous et vous, vous n’êtes rien ». Critiqué, Turquois s'en excuse et dit avoir eu la volonté d' « émettre un cri »,.
En juillet et novembre 2024, il est expulsé de l'hémicycle par les huissiers, grâce à qui une "altercation physique" est "évitée de justesse", certains médias parlant même de "bagarre". Le 19 juillet, il "[s'est] violemment accroché" avec les députés RN Emeric Salmon et Jean-Philippe Tanguy,. Selon Le Figaro, les huissiers ont dû "intervenir pour éviter un affrontement physique". Le 28 novembre 2024, lors de la proposition de loi d'abrogation de la réforme des retraites, il "est monté dans les travées de la gauche pour prendre violemment à partie le socialiste Mickaël Bouloux", et l'a pointé "du doigt d’un air menaçant à quelques centimètres de son visage". Plusieurs vidéos dont une de Stéphane Hablot, député PS de Meurthe-et-Moselle, montrent alors Marc Fesneau, président du groupe MoDem, sortir Nicolas Turquois de l'Assemblée Nationale. Il revient ensuite dans l'hémicycle s'approcher d'Antoine Léaument (LFI), obligeant à nouveau Marc Fesneau à s'interposer, avant que des vidéos le montrent "escorté en dehors de l'hémicycle par les huissiers".  Le lendemain sur BFM TV, il a promis de "présenter ses excuses" à Mickaël Bouloux tout en justifiant son action par le fait que la gauche diffuse sur les réseaux sociaux une « liste de députés qui ont déposé des amendements » . La porte-parole du gouvernement Maud Bregeon a qualifié sur France2 d’« inadmissibles » et de « déplorables » les images de son éviction par les huissiers, tout en jugeant légitime que le débat « soit parfois tendu ». Le socialiste Arthur Delaporte a demandé des sanctions à son encontre.

## Mandats
- du 18 mars 2001 à 2006 : conseiller municipal d'Ouzilly-Vignolles (Vienne)
- d'avril 2014 au 15 juillet 2017 : maire délégué d'Ouzilly-Vignolles (Vienne) (démission en 2017 en conformité avec la loi sur le non-cumul des mandats)

- depuis le 18 juin 2017 : député de la 4e circonscription de la Vienne